# ياسر صادق
ياسر صادق (مواليد 29 نوفمبر 1975) لاعب كريكت بحريني. لعب في عام 2013 في دوري الكريكيت العالمي للدرجة السادسة.

## روابط خارجية
- ياسر صادق على موقع إي آس بي آن كريك إنفو (الإنجليزية)